# 木南車輌製造
木南車輛製造株式会社（きなみしゃりょうせいぞう）はかつて日本に存在した鉄道車両メーカーである。
大阪府堺市に工場を置いた小規模メーカーであるが、地方私鉄向けの電車、路面電車を中心に、鉄道趣味者間で木南スタイルと呼ばれる、デザイン性に優れた車両を製作したことで知られる。太平洋戦争中は軍用の上陸用舟艇等の製作も行っていた。

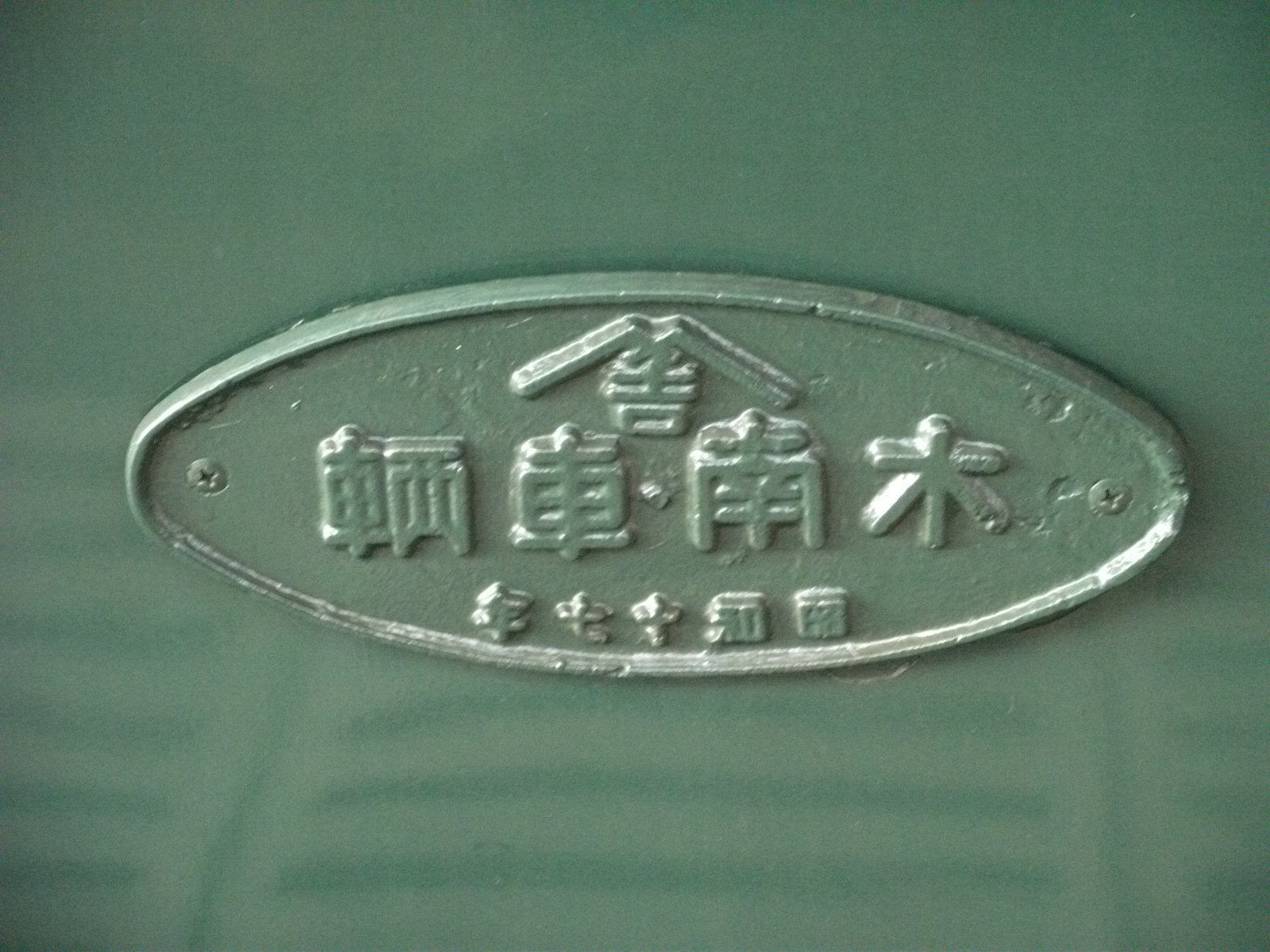
製造銘板
（広島電鉄650形電車、652号）。

社章は、家紋の「かぎ山」の下に、創業者・木南吉三に因む「吉」を配していた。

## 沿革
木南車輛製造の沿革は、1933年（昭和8年）から1949年（昭和24年）まで存在した木南車輛製造株式会社と、1951年（昭和26年）から1954年（昭和29年）まで存在した新木南車輛株式会社の二つに分かれるが、新木南車輛は木南車輛製造の再興であることから、同一の沿革のもとで紹介する。

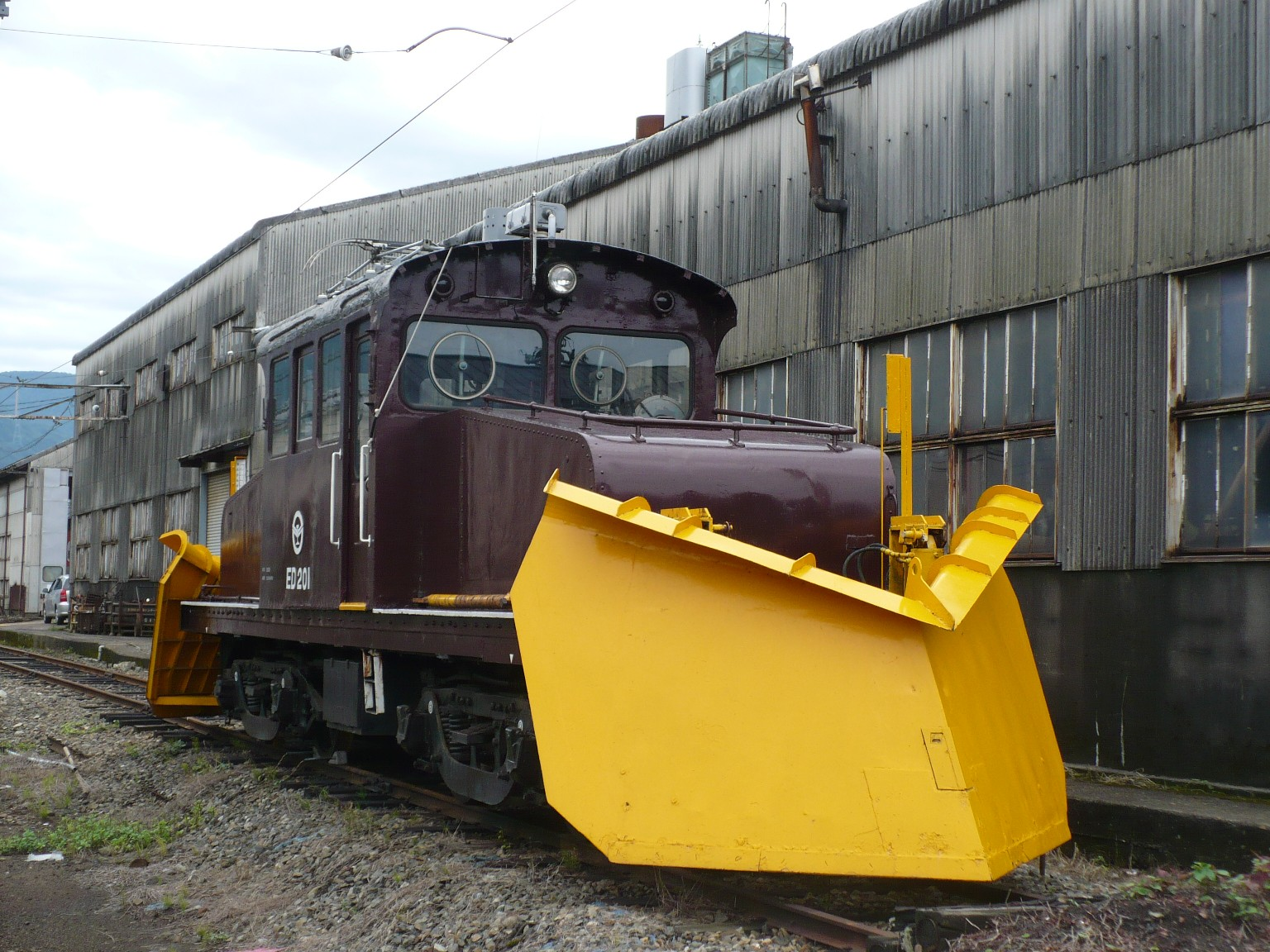
北陸鉄道ED201（金沢電気軌道ED1）
現存最後の木南製南海形凸型電気機関車

### 設立
木南車輛製造は、1933年（昭和8年）に「木南工業所」という名称で、南海高野線堺東駅にあった堺東検車区の一隅で創業した。
創業者の木南吉三は小学校卒業後に京阪電気鉄道に入社、独学でドイツ語と電気技術や車両製造技術を習得し、その後高野山電気鉄道に転職して日本初の本格的電力回生ブレーキ搭載車両として知られる高野山電気鉄道101形電車の設計や、高野山ケーブル（後の南海鋼索線）の設計に携わるなど、若い頃から現場での叩き上げでキャリアを積み重ねてきた努力家肌の人物であった。
独立して鉄道車両専門の工事請負業者となった木南は、1938年（昭和13年）には当時南海に所属する手動扉車にドアエンジンを取り付ける工事など、高野山電気鉄道を通じて関係が深かった南海鉄道の車両工事等で実力を培い、1937年以降、富岩鉄道（→富山地方鉄道→国鉄→富山ライトレール→富山地方鉄道富山港線）ロコ1（ただし南海鉄道工場名義）・金沢電気軌道（現在の北陸鉄道石川線）ED1・渥美電鉄（現在の豊橋鉄道渥美線）ED1と南海鉄道天下茶屋工場で新造鋼製車体への載せ替え工事を実施した際に不要となった木製車体の鋼製台枠を流用して新車体に準じた構造の鋼製車体を製作、やはり南海鉄道で余剰となった台車・電装品などを組み合わせた凸型電気機関車を順次納品した。そして南海1201形電車やEF5形電気機関車（5127 - 5129）の新造や簡易半鋼車の改造にも携わるなど、本格的な車両メーカーへの道を歩み始めた。

### 発展
社業が発展するにつれ、工場も車庫の一隅では手狭になってきたことから、新規に土地を購入して移転することとなった。1939年（昭和14年）に現在の南海本線堺駅北西側にあった堺紡績所跡（現在の堺市堺区戎島）に5,000坪の土地を購入して車両工場を新築、同時に大阪市西淀川区野里に鋳鋼工場を建設して台車（車輪・車軸を除く）や台枠の製造を開始するとともに、社名を木南車輛製造株式会社と改称した。
この頃から前年の国家総動員法施行などの戦時体制の強化に伴い、軍需生産に資源を集中するために鉄鋼をはじめとした資材の供給統制が強化された。この影響で、大手車両メーカーは鉄道省や南満州鉄道、朝鮮総督府鉄道局などの大口事業者への受注で手一杯となり、地方私鉄や路面電車事業者への小口需要に応えることが困難になってきた。
このような状況の下、木南車輛製造はこれらの事業者のニッチな需要を満たし、急速に社業を伸張させていった。同時に戦時体制の最中でありながら、張り上げ屋根で前面が流線型ないしは半流線型、天地寸法の大きく明るい二段窓というモダンなデザインに代表される、いわゆる「木南スタイル」と呼ばれる一連の車両群が登場した。これは社業の発展とともに多く採用された大学卒の車両技術者らが、その実力を傾けて設計したものである。
その後、石炭増産の国策に応じて、鉄道省向けの石炭車を納入するようになり、鉄道省も同社の納入先となった。太平洋戦争に突入すると同社も軍需工場に指定され、三宝（現在の堺市堺区内）に工場を新築、上陸用舟艇や特攻用モーターボートなどの製造に携わるようになった。このように急速に膨張したことから、従業員数は2000人を突破したが、人手不足のため堺刑務所から600人の受刑者を臨時の従業員として徴集するまでになった。

### 暗転
太平洋戦争終戦を目前にした1945年（昭和20年）7月9日・10日の堺市空襲では、主力工場である戎島工場の南半分を焼失、工場内で製造・改造中の車両が焼失しただけでなく、敷地内には不発弾がごろごろ転がる有様だった。
やむなく終戦後は、焼け残った三宝工場を中心に事業を再建し、従前のように地方私鉄や路面電車をはじめ、国鉄向けの貨車の製造に携わったほか、戦災復旧客車の復旧工事に携わった。
しかし、悪性のインフレーションと国鉄向け貨車の製造代金の納入が滞ったことによって経営が悪化、そこに来て1949年（昭和24年）のドッジ・ラインによる緊縮財政によって国からの支払いが凍結され、これが同社の死命を制することになった。
代金未納による資金不足から、給与の遅配とそれに伴って発生した激しい労働争議に悩まされるようになり、そのさなかに起きた台風被害によって今度は三宝工場が全壊、事業の継続をあきらめた木南吉三は同年会社を解散、木南車輛製造はメーカーとしての歴史を閉じた。

### 短い再興
1951年（昭和26年）に、木南車輛製造の取締役であった入江寅市と残った技術者が中心になって、戎島工場の跡地に「新木南車輛株式会社」が再興された。
このとき入江は、木南吉三に再び経営者になってもらうよう要請したが、当時、病院（現在の浜寺中央病院）と薬局を経営していた木南はこれを断っている。
新木南車輛は国鉄向けの貨車と熊本市電向けの電車を納入したが、経営は芳しくなく、1954年（昭和29年）に経営破綻（倒産）してしまい、その後二度と再興することはなかった。
これに対し、空襲で焼けた戎島工場の南半分は、1950年（昭和25年）に木南車輌製造の専務取締役であった栗原直吉により設立された泉州工機に売却され、同社工場が設置された。
同社は当初、汽車製造、帝國車輛工業、日本車輌製造、三菱重工業といった大手車両メーカーからの下請けで各種部品を納入したほか、1958年（昭和33年）には新潟鐵工所の下請けで三井芦別鉄道キハ100形の鋼体を、それ以後も汽車製造の下請けで国鉄DD20形ディーゼル機関車や国鉄DD53形ディーゼル機関車の鋼体をそれぞれ製作し納入するなどしており、木南の技術的遺産は、傍系となるこの泉州工機によって1970年（昭和45年）頃まで継承される結果となった。
なお、泉州工機は橋梁・水門・建設機械メーカーとして存続している。

## 主な製造車両

### 鉄道
- 武蔵野鉄道モハ5570形電車
- 南海1201形電車
- 南海の簡易半鋼車
- 富岩鉄道ロコ1形電気機関車
- 南武鉄道モハ500形
- 南武鉄道クハ210形
- 青梅電気鉄道モハ500形
- 青梅電気鉄道クハ700形
- 北陸鉄道モハ1200形電車
- 北陸鉄道モハ1800形電車
- 金沢電気軌道ED1形電気機関車
- 遠州鉄道モハ11形電車
- 奈良電気鉄道クハボ650形電車
- 九州鉄道100形電車
- 知多鉄道デハ950形電車

### 軌道
- 東京都交通局700形電車
- 東京都交通局800形電車
- 横浜市交通局1200形電車
- 横浜市交通局1400形電車
- 名古屋市交通局1400形電車
- 名古屋市交通局900形電車
- 名古屋市交通局2600形電車
- 名古屋市交通局3000形電車 (軌道)
- 名古屋市交通局2700形電車
- 名古屋市交通局10000形無軌条電車
- 大阪市交通局1651形電車
- 神戸市交通局900形電車
- 広島電鉄650形電車 - 1942年製
- 西鉄200形電車

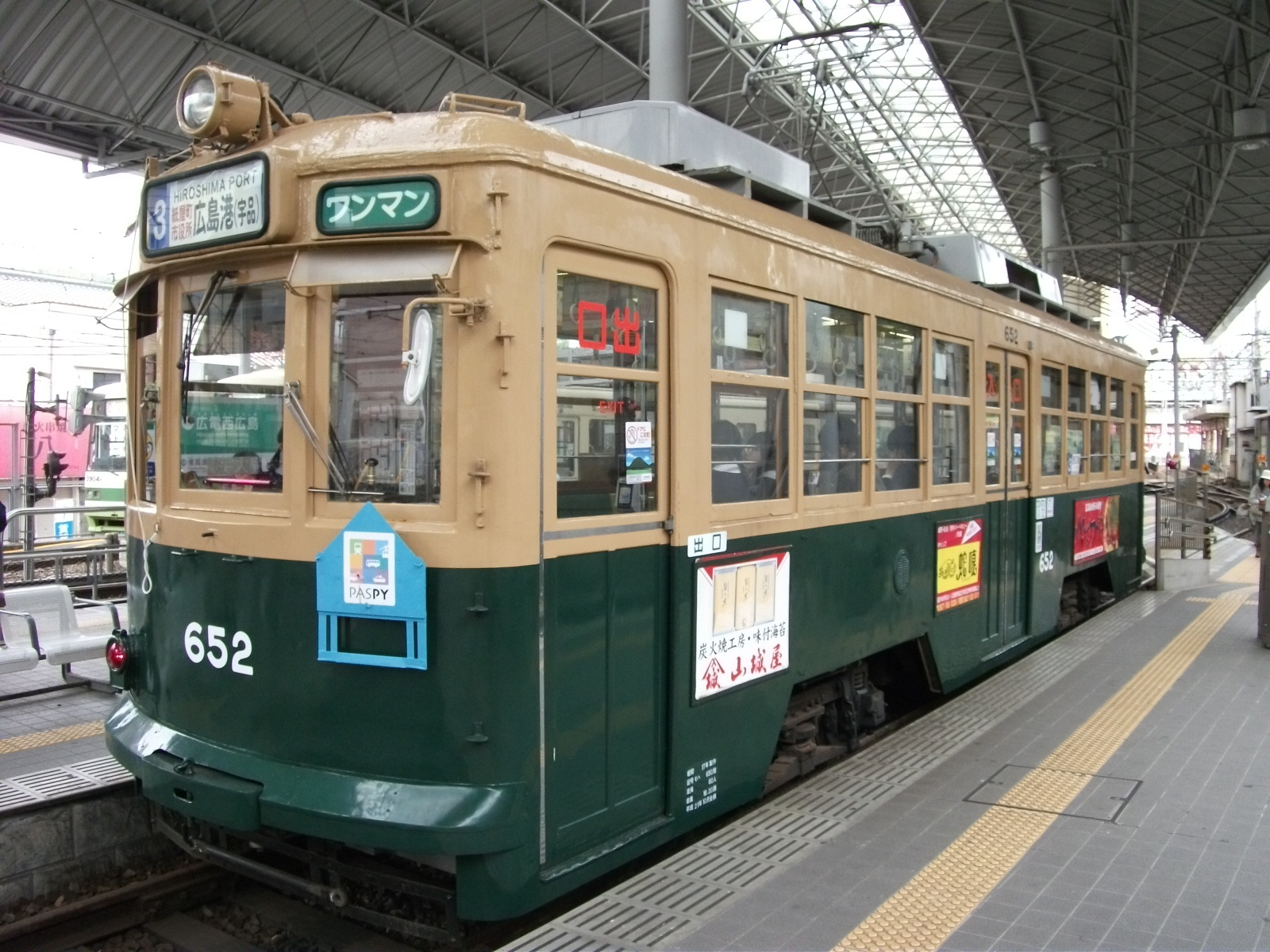
広島電鉄650形電車（652号）

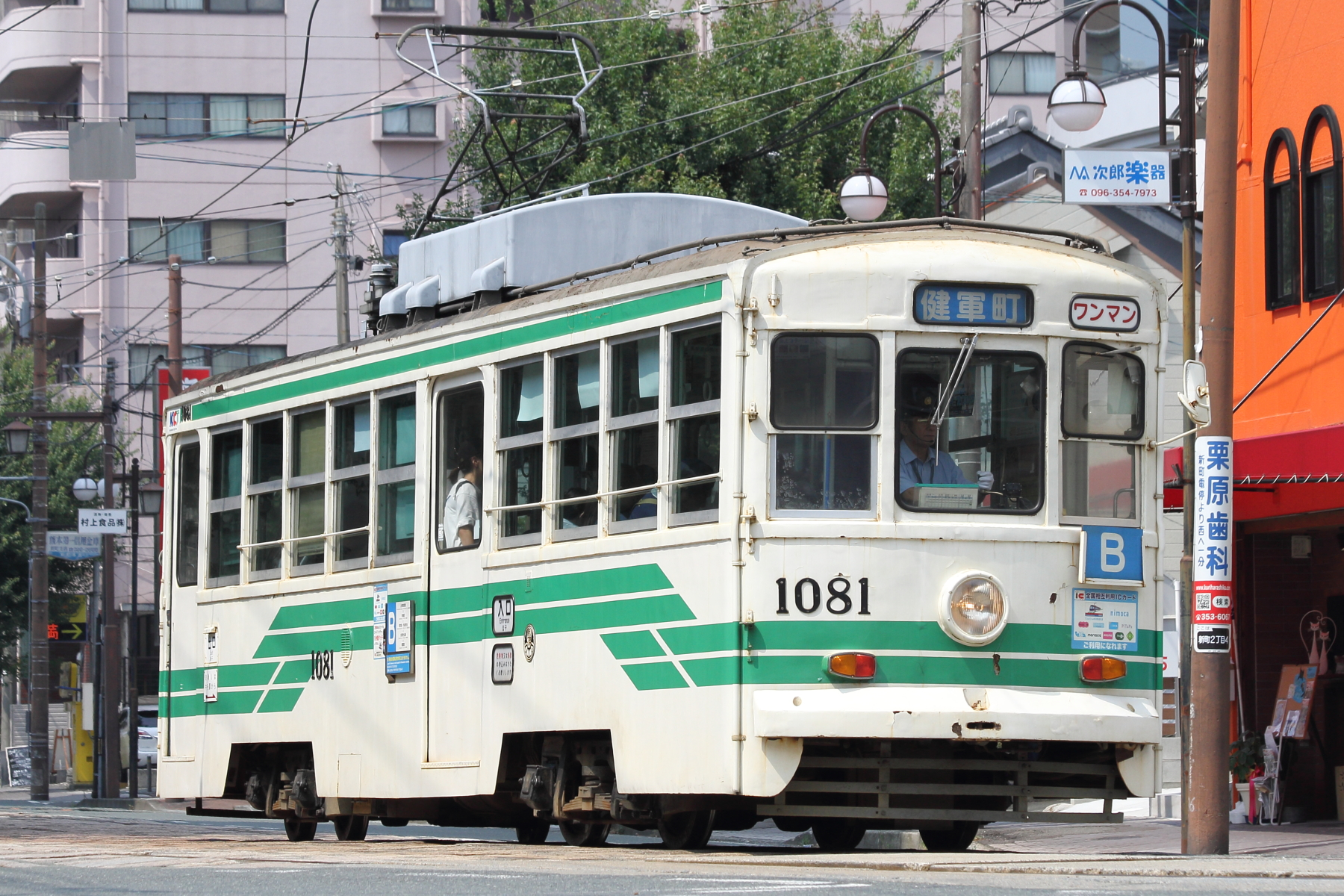
熊本市交通局1080形電車

- 長崎電気軌道600形電車 - 新木南製。もと熊本市交通局170形。
- 熊本市交通局1080形電車（1081～1083・1086・1087） - 新木南製で最後の納入車。

## エピソード
- いわゆる、「木南スタイル」といわれる車両群が各地に多く登場した背景は、木南吉三の証言によれば、製造にあたり、ほとんどの事業者が木南車輛製造に設計・製造を一任するかたちになってしまった実情がある。発注者の各社局からは車両担当者が「打ち合わせ」と称して同社を訪れたが、その実際の目的は、経済統制の厳しい当時、遠距離から出張して大阪泊で食事つきの旅費支給を受けることと、木南持ちの接待で飲食することであった。結果、車両のスタイリングやデザインは木南側の裁量に丸投げされてしまい、木南の設計者たちがフリーハンドを振るった、鄙には希な近代的スタイルの電車が製作されることになった。
- 木南車輛製造が急速に業績を伸ばしたのは、技術力もさることながら大手車両メーカーより制作費が一桁安かったためである。無名だったことと制作費が安かったことから、「中古品の寄せ集めで電車を造っている」「実際は下請けが製造している」などと陰口を叩かれたこともあった。実際に、台枠などについては中古木造客車・電車の発生品を用いるケースも多かったようである。この時代、低価格で地方私鉄向けの車輌供給を請け負った小規模メーカーとしては、日本鉄道自動車工業と並んで双璧といえる。
- 車軸と車輪についても自社で鋳鋼工場を持っていたことから製造は可能であったが、特許の関係で住友金属工業の製品を買わざるを得なかった。
- 台車については当時一般的なボールドウィン系のイコライザー式台車やブリル76E/77E台車の模倣品などを自社で製造したが、鍛造技術を持たなかったため、例えば南海鉄道に供給したKN-16の場合、本来ならば鋼材の「目」の揃いによる破断を避けて鍛造で製造するべきイコライザー（釣り合い梁）を単なる圧延鋼板の切り出しで製造してあったとの証言[3]が残されている。またこのKN-16は同系他社製品と比較して格段に早い時期に、それも全数が淘汰されており、その品質に問題があったことを暗示している。

## 創業者・木南吉三
1904年、現在の大阪府寝屋川市萱島に生まれる。小学校卒業後すぐに京阪電気鉄道に入社した。1928年高野山電気鉄道に車両技術者として移籍、日本初の電力回生ブレーキの開発に携わりデ101形・デニ501形電車を完成させる。さらに鋼索線のケーブルカーの製作にも携わる。1933年独立し木南工業所（→木南車輌製造）を興す。1949年木南車輌製造解散後は浜寺中央病院の理事長としてその経営に専念した。1983年没。